# Copa de Oro de Occidente 1959
La Copa de Oro de Occidente 1959 fue la sexta edición del torneo. El campeón fue el Irapuato, tras quedar en primer puesto de la tabla.

## Resultados

### Clasificación
| Equipo   | Pts. | PJ | PG | PE | PP | GF | GC | Dif |
| -------- | ---- | -- | -- | -- | -- | -- | -- | --- |
| Irapuato | 13   | 10 | 6  | 1  | 3  | 14 | 12 | 2   |
| Atlas    | 11   | 10 | 4  | 3  | 3  | 15 | 9  | 6   |
| León     | 11   | 10 | 4  | 3  | 3  | 22 | 18 | 4   |
| Celaya   | 10   | 10 | 3  | 4  | 3  | 17 | 19 | -2  |
| Morelia  | 9    | 10 | 2  | 5  | 3  | 9  | 16 | -7  |
| Oro      | 6    | 10 | 1  | 4  | 5  | 19 | 22 | -3  |

|                      |
| Irapuato 2.do título |